# 踏み台昇降
踏み台昇降（ふみだいしょうこう）は、身体運動の一種で、高さ10～30cmの台を用意し、足で前後に昇り降りを繰り返すもの。踏み台昇降運動ともいう。また、踏み台昇降テストは、心拍数を用いた全身持久力（スタミナ）テストの一種である。

## 踏み台昇降運動
有酸素運動として効果的とされ、体脂肪率低下にも役立つといわれる。
スポーツクラブでは、踏み台昇降とエアロビクスを組み合わせ、さまざまな動きを行うSTEPエクササイズが設定されることがある。
台の高さを調整することで個人に見合った運動強度のコントロールが可能で、広い場所も必要としないことから、健康づくりや肥満の予防・改善等を目的とした運動プログラムに活用されている。

## 踏み台昇降テスト
踏み台昇降テストは、心拍数を用いた全身持久力（スタミナ）テストの一種で、運動直後の心拍数を測定し、心拍数の回復をみることによって全身持久性を判定する。
日本で用いられた踏み台昇降テストは、ハーバードステップテスト(en:Harvard Step Test)をアレンジしたものである。
踏み台昇降テストの利点は、他の全身持久力測定法と比較して簡単で大勢の人を一度に測定できることにある。
日本で実施されているスポーツテストにおいて、かつて踏み台昇降運動は、心肺機能の回復能力を表す「調整力」の調査種目とみなされていた。3分間の昇降運動ののちに、30秒の休憩と30秒の脈拍計測を3回繰り返す。このテストでは、踏み台昇降運動の目的は、心肺機能をアップさせるためだけにあり、大事なのは3回の計測である。ところが手首で脈を取ることは非常に難しく、正確な計測数値が出せないことが多い。また、体重が大きくなるほど心臓への負担も大きく心拍数の回復が遅れる傾向にあることや、加齢による心拍応答の鈍化や血圧上昇といった面で幅広い年齢層の全身持久性体力を判定するのには不向きであるという指摘があり、1999年（平成11年）以降は文部科学省が実施する体力テストから除外された。1999年に採用された新スポーツテストでは調整力調査そのものが必須項目から削除されている。